# Lelystad
Lelystad je glavni grad nizozemske provincije Flevolanda. Ime je dobio po građevinskome inženjeru Cornelisu Lelyu koji je osmislio projekt isušivanja dijela morske površine i izgradnju naselja, što ga čini jednim od rijetkih gradova smještenih ispod razine mora. Grad je prema podacima iz 2021. imao 79 881 stanovnika.

## Geografija
Lelystad je smješten u sredštu Nizozemske na jezeru IJsselmeeru, odnosno na polderu Oostelijk Flevolandu. Izgrađen je 3 metra ispod razine mora.

## Povijest
Lelystad je kao naselje počeo nicati 1957. kada je isušen polder Oostelijk Flevoland. Naselje je izgrađeno na pilotima utiskivanim do stabilnog dna. Ime je dobio po inženjeru Cornelisu Lelyu koji je osmislio projekt isušivanja zaljeva Zuiderzeea. Tek 1986. postao je glavni grad novoosnovane provincije Flevolanda. Grad ima malu ribarsku luku do koje kanalom Oostvaarderom mogu doploviti brodovi iz Amsterdama. Lelystad je planski izgrađen grad s pet stambenih zona, koje su odvojene jedna od druge parkovima, a industrijske zone građene su na periferiji. Izgradnja nasipa i ceste između Lelystada i Enkhuizena preko IJsselmeera dovršena je 1976. godine, kao prvi korak prema isušivanju poldera Markerwaarda na istoku (projekt je kasnije napušten).

## Znamenitosti
Najveća znamenitost Lelystada je informacijski centar (galerija) Nieuw Land s dokumentacijom o izgradnji projekta Zuiderzee. Jugozapadno od grada leži rezervat prirode Oostvaarderplassen., te replika jedrenjaka "Batavia" iz 17. stoljeća.

## Gospodarstvo
Lelystad je središte poljoprivredno-stočarskog kraja, poznatog po proizvodnji jabuka, žitarica, cvijeća, povrća i mlijeka.

## Vanjske poveznice
- Službene stranice grada (nizoz.)
- Lelystad na portalu Encyclopædia Britannica (engl.)